# Ballad of a Thin Man
Ballad of a Thin Man è una canzone scritta e registrata da Bob Dylan, pubblicata sul suo album Highway 61 Revisited del 1965.

## Il brano
Canzone oscura e minacciosa, Ballad of a Thin Man parla di un fantomatico "Mr. Jones", che entra in una stanza piena zeppa di tipi strani e alternativi e "non capisce cosa stia succedendo" (don't know what's happening). È smarrito come sarebbe potuto essere Nick Charles, il personaggio principale del celebre film del 1934 The Thin Man, se avesse incontrato Allen Ginsberg e Peter Orlovsky.
L'"identità" di Mr. Jones è stata a lungo oggetto di supposizioni e discussioni varie nel mondo del rock. Interrogato sulla questione in una intervista del 1965, Dylan rispose:

«È un damerino. Indossa anche le bretelle. È una persona reale. Lo conoscete, ma non con quel nome... Lo vidi entrare in una stanza una sera e sembrava un cammello. Chiesi ad un tale lì vicino chi fosse e lui mi rispose, "Quello è Mr. Jones". È tutto qui, è una storia vera.»
(Bob Dylan)

La prima strofa della canzone, «You walk into the room, with your pencil in your hand» ("Entri nella stanza, con la tua matita in mano"), sembra confermare la supposizione che il "Mr. Jones" della canzone possa essere un giornalista. In una intervista di metà anni ottanta alla rivista Q, Dylan sembrò identificare Mr. Jones in Max Jones, un ex critico musicale del Melody Maker, avvalorando la tesi che "Mr. Jones" era semplicemente uno di quei critici a cui non piacevano o che non capivano le canzoni del Dylan "criptico" e psichedelico di metà anni sessanta. Un'altra ipotesi è che il Jones in questione fosse Jeffrey Owen Jones (in seguito docente di cinematografia al Rochester Institute of Technology). Come giornalista collaboratore del Time Magazine, Jones aveva intervistato Dylan il giorno prima della leggendaria esibizione del cantante al Newport Folk Festival del 1965.
Nel surreale film del 2007 su Dylan diretto da Todd Haynes, I'm Not There, l'attore Bruce Greenwood interpreta "Keenan Jones", un giornalista che non riesce a comprendere il significato delle composizioni di Dylan. Nel film, Jones passa attraverso un'allucinante sequenza da incubo mentre la cover di Stephen Malkmus di Ballad of a Thin Man suona in sottofondo.
Nel corso degli anni sono state fatte speculazioni circa il fatto che il soggetto della canzone potesse essere stato Brian Jones, cofondatore e chitarrista dei The Rolling Stones. Dylan era amico di Jones e assistette al suo lento declino.
A parte tutte le interpretazioni possibili, il termine "Mr. Jones" è diventato nel tempo sinonimo di mediocrità, del borghese medio perbenista, refrattario o semplicemente allibito davanti alle stranezze della controcultura underground.
but you don't know what it is

do you Mister Jones»
ma tu non sai cosa sia

non è così signor Jones?»
(Bob Dylan - Ballad of a Thin Man)
Un'altra possibile interpretazione della canzone è che tratti di un uomo alle prese con la propria omosessualità. Molte frasi del testo contengono allusioni falliche (He hands you a bone, With your pencil in your hand, A one-eyed midget, Sword Swallower, He hands you back your throat) e ci sarebbero anche possibili allusioni alla fellatio: «Well, the sword swallower, he comes up to you / And then he kneels» ("il mangiatore di spade viene da te e si inginocchia"), «Here's your throat back, thanks for the loan» ("eccoti indietro la tua gola, grazie per il prestito"), «Give me some milk or else go home» ("dammi del latte oppure vattene a casa") e al travestitismo: «He clicks his high heels» ("Lui sbatte i tacchi alti"). Secondo questa interpretazione della canzone, alcune frasi del testo come «How does it feel to be such a freak?» ("come ci si sente ad essere un tale freak?"); «There ought to be a law / Against you comin' around» ("dovrebbe esserci una legge per impedirti di andare in giro") potrebbero alludere all'intolleranza della società verso l'omosessualità maschile.

### Pubblicazione
Il brano venne originariamente pubblicato nel 1965 sull'album Highway 61 Revisited, versioni dal vivo ne sono state pubblicate su Before the Flood (1974), Bob Dylan at Budokan (1979), Real Live (1984), Hard to Handle (video, 1986), The Bootleg Series Vol. 4: Bob Dylan Live 1966, The "Royal Albert Hall" Concert (1998) e su The Bootleg Series Vol. 7: No Direction Home: The Soundtrack (2005). Ballad of a Thin Man, ritenuta uno dei classici più ispirati del Dylan degli anni Sessanta, viene tutt'oggi spesso eseguita live nei concerti di Dylan stesso.

### Riferimenti
Canzoni di altri artisti che fanno riferimento o alludono a Ballad of a Thin Man comprendono Yer Blues sul White Album dei Beatles (I feel so suicidal, just like Dylan's Mr. Jones...) e Who Is Mr. Jones? di Momus  sull'album Little Red Songbook. Alcuni credono che il Mr. Jones che viene nominato in una canzone dei Counting Crows, intitolata appunto Mr. Jones, sia un velato riferimento al protagonista di Ballad of a Thin Man—teoria supportata dalla strofa «I wanna be Bob Dylan, Mr. Jones wishes he was someone just a little more funky». Inoltre, Mr. Jones, una canzone dei Talking Heads sul loro album del 1988 Naked, similarmente descrive un Mr. Jones in terza persona, che potrebbe derivare dal personaggio della canzone di Dylan. Infine, i Country Joe and the Fish hanno incluso la strofa «Mr. Jones won't lend me a hand», nella loro canzone Flying High.

## Cover
- The Sports: The Sports Play Dylan & Donovan (1981)
- Thee Fourgiven: Voilà (1986)
- Top Jimmy & The Rhythm Picks: Pigus Drunkus Maximus (1987)
- Janglers: Janglers Play Dylan (1992)
- The Grass Roots: Where Were You When I Needed You (1994)
- Uncle Green: Tribute to Bob Dylan, Volume 2 (1995)
- Calamity Jane: Outlaw Blues, Volume 2 (1995)
- Golden Earring: Love Sweat (1995)
- Elliott Smith suonò la canzone dal vivo in una occasione, esistono bootleg dell'esibizione
- James Solberg: L.A. Blues (1998); Tangled Up in Blue: The Songs of Bob Dylan (1999)
- The Grateful Dead: Postcards of the Hanging: Grateful Dead Perform the Songs of Bob Dylan (2002)
- Robyn Hitchcock: Robyn Sings (2002)
- Big Brass Bed: A Few Dylan Songs (2003)
- Kula Shaker: Kollected (2003)
- Ben Weaver: Mojo- Dylan Covered (2006)
- Willard Grant Conspiracy: Let It roll (2006)
- Jamie Saft Trio with Mike Patton: Trouble: The Jamie Saft Trio Plays Bob Dylan (2006)
- Enrique Bunbury
- Stephen Malkmus: I'm Not There Soundtrack  (2007)
- Johnny Casino & The Secrets: New Clothes Old Shoes (2007)
- Laibach: Projekt Bob Dylan: Postani prostovoljec (2011)[8][9]
- Deep Schrott: Deep Schrott Plays Dylan and Eisler (2011)
- Triggerfinger: Faders up 2 - Live in Amsterdam (2012)